# 강성필
강성필(1976년 9월 17일~)은 대한민국의 영화배우·탤런트이다.

## 프로필
- 1995년 남대전고등학교 졸업

### 데뷔
- 1998년 서세원 쇼

### 사건 및 사고
- 2017년 10월 16일 "2017년 10월 16일", 강성필, 어리바리 조폭 역으로 '화유기'합류[1]

## 출연 작품

### 드라마
- 2017년 《화유기》 - 조폭 역
- 2015년 《수상한 애견카페》 - 필주 역
- 2014년 《귀신 보는 형사 처용》 - 청진기 역
- 2014년 《신의 퀴즈 4》 - 남기용 역
- 2013년 《후아유》 - 박일두 역
- 2010년 《성균관 스캔들》 - 임병춘 역
- 2009년 《선덕여왕》 - 산탁 역
- 2008년 《색녀유혼》
- 2008년 《전처가 옆방에 산다》
- 2007년 《고스트팡팡》
- 2006년 《도로시를 찾아라》 - 조 형사 역
- 2006년 《놈들의 수다》 - 동민 역
- 2006년 《늑대》 - 중필 역
- 2004년 《해신》 - 중달 역

### 영화
- 2022년 《오! 마이 고스트》 - 송정석 역
- 2010년 《고래를 찾는 자전거》
- 2009년 《유감스러운 도시》 - 양팔이 역
- 2007년 《가면》 - 하종복 역
- 2007년 《지금 사랑하는 사람과 살고 있습니까?》 - 최동석 역
- 2006년 《투사부일체》 - 양동팔 역
- 2004년 《나두야 간다》 - 영달 역
- 2004년 《어디선가 누군가에 무슨 일이 생기면 틀림없이 나타난다 홍반장》 - 도라이버 역
- 2003년 《낭만자객》 - 박수무당 역
- 2003년 《내츄럴 시티》 - 코우 역
- 2003년 《라운드 원》
- 2002년 《색즉시공》
- 2001년 《두사부일체》 - 영동팔 역
- 2001년 《조폭 마누라》 - 라이타 역

### 방송
- 2010년 《TV는 사랑을 싣고》- 게스트